# John Koss
John Koss (12. juni 1895 i Buenos Aires – 27. marts 1925 i Oslo) var en norsk olympisk bokser. Han boksede for Christiania Turnforening.
Han deltog under sommer-OL for Norge i 1920 i Antwerpen, hvor han tabte i kvartfinalen mod George McKenzie som vandt en bronzemedalje. I NM 1921 vandt han en guldmedalje i vægtklassen bantamvægt. Han var også visuel kunstner kunstner.